# Jamaat-ul-Ahrar
Le Jamaat-ul-Ahrar (« Congrégation des hommes libres ») est un groupe djihadiste pakistanais et une faction née en 2014 du Tehrik-e-Taliban Pakistan (Mouvement des talibans du Pakistan ou abrégé en TTP).

## Histoire

### Fondation
Le Tehrik-e-Taliban Pakistan se divise après la mort de son chef, Hakimullah Mehsud, tué par un drone américain le 1er novembre 2013. Son successeur, Maulana Fazlullah, est contesté par plusieurs chefs talibans, ce qui pousse ces derniers à former des groupes dissidents, dont le Jamaat al-Ahrar, qui se revendique comme le « véritable Tehrik-e-Taliban Pakistan ». Dirigé par Omar Khalid Khorasani (en), il est considéré comme le plus violent des groupes djihadistes du Pakistan.

### Soutiens et allégeance
Le Jamaat-ul-Ahrar annonce le 4 octobre 2014 qu'il apporte son soutien à l'État islamique et appelle à sa réconciliation avec al-Qaïda,,.
En mars 2015, le porte-parole Ehsanullah Ehsana (en) annonce que Jamaat-ul-Ahrar est revenu au sein du Tehrik-e-Taliban Pakistan. Quelques jours plus tard, Omar Khalid Khorasani et son bras droit Qasim Khorasani quittent volontairement le conseil exécutif du groupe. Il est reporté que le groupe s'est réconcilié avec le TTP sous l'effet d'une médiation menée par Al-Qaida.

## Objectifs
Les objectifs du groupe Jamaat-ul-Ahrar sont les mêmes que celui du Tehrik-e-Taliban Pakistan, soit :
- renverser le gouvernement pakistanais ;
- imposer un État islamique ;
- prendre le contrôle de l'arsenal nucléaire du Pakistan ;
- poursuivre le djihad au niveau mondial.

## Actions

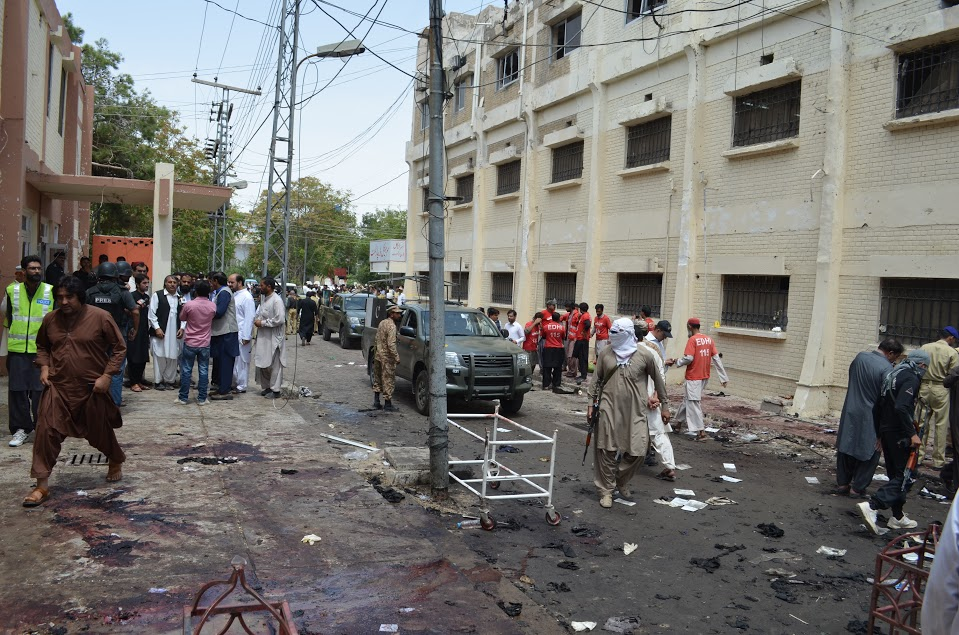
L'attentat du 8 août 2016 à Quetta.

Jamaat-ul-Ahrar revendique le massacre de l'école militaire de Peshawar, commis le 16 décembre 2014, qui tue une centaine d'enfants et est présenté comme une vengeance face aux bombardements de l'opération Zarb-e-Azb qui tueraient des enfants.
Le groupe revendique aussi l'attentat du 27 mars 2016 à Lahore qui vise la communauté chrétienne et tue 72 personnes et l'attentat du 8 août 2016 à Quetta qui tue une centaine de personnes en visant des avocats. Les attaques de l'organisation sont majoritairement commises sur le territoire du Pakistan et ont coûté la vie à plus de 300 personnes.

## Structure organisationnelle

### Chef
- Omar Khalid Khorasani (en)  (août 2014 - mars 2015 : départ volontaire) : ancien journaliste, est le chef des tribus de la région de Mohmand. Il était candidat pour prendre la tête du TTP mais c'est Maulana Fazlullah qui a été élu émir de l'organisation djihadiste. Omar Khalid Khorasani a alors pris la tête de la ligne dure du mouvement et aurait fomenté des complots contre Fazlullah, dont il lui reproche une gestion chaotique du groupe[5].
- Asad Afridi (mars 2015 - aujourd'hui), chef d'un sous-groupe représentant la région de Khyber, il succède à Omar Khalid Khorasani. Il était membre du conseil central du TTP[5].

### Bras droit
- Qasim Khorasani (août 2014 - mars 2015 : départ volontaire), bras droit de Omar Khalid Khorasani, chargé de la direction opérationnelle Jamaat-ul-Ahrar[5].

### Porte-parole
- Ehsanullah Ehsan (en)